# Charles al III-lea
Charles al III-lea (uneori în română Carol al III-lea; Charles Philip Arthur George Mountbatten-Windsor; n. 14 noiembrie 1948, Greater London, Anglia, Regatul Unit) este rege al Regatului Unit și al țărilor Canada, Australia, Noua Zeelandă, Bahamas, Grenada, Papua Noua Guinee, Tuvalu, Sfânta Lucia, Belize, Insulele Solomon, Jamaica, Antigua și Barbuda , Sfântul Kitts și Nevis, Sfântul Vincențiu și Grenadinele, începând cu 8 septembrie 2022, în urma decesului mamei sale, Elisabeta a II-a. Charles este fiul reginei Elisabeta a II-a și al soțului ei, Prințul Philip, Duce de Edinburgh.
Regele Charles a fost încoronat sâmbătă, 6 mai 2023.
Pe durata vieții mamei sale, a purtat titlul de Prinț de Wales, alături de cele de Duce de Cornwall și Duce de Rothesay, titluri purtate în mod tradițional de moștenitorul tronului Angliei, respectiv al Scoției. Charles este moștenitorul care a purtat cel mai mult timp aceste titluri în întreaga istorie a Regatului Unit și a statelor sale predecesoare.
Este interesat de o serie de probleme umanitare și sociale: a fondat The Prince's Trust în 1976 și sponsorizează multe alte organizații caritabile și de artă. De mulți ani militează pentru agricultura ecologică și încearcă să sensibilizeze populația cu privire la schimbările climatice. În 1989 a publicat o carte despre rolul arhitecturii în societate și conservarea clădirilor istorice, intitulată A Vision of Britain. De asemenea, susține medicina alternativă.
Charles a studiat la școlile Cheam și Gordonstoun, pe care le-a urmat și tatăl său, Ducele de Edinburgh, când a fost copil, precum și la Geelong Grammar School din Australia. După ce a obținut diploma universitară la Trinity College, Cambridge, Charles a fost în Marina Regală din 1971 până în 1976. În 1981 s-a căsătorit cu Lady Diana Spencer, cu care a avut doi fii, Prințul William, Duce de Cambridge (n. 1982)  și Prințul Harry de Wales (n. 1984). Cuplul a divorțat în 1996, după ce Diana l-a acuzat public pe Charles de o aventură cu Camilla Parker Bowles. Diana a murit într-un accident de mașină în 1997. În 2005 Prințul s-a căsătorit cu Camilla, care a primit titlul de Ducesă de Cornwall.

## Copilărie
Charles s-a născut la Palatul Buckingham la 14 noiembrie 1948 la 21:14 (GMT). A fost primul copil al Prințesei Elisabeta, Ducesă de Edinburgh și a Prințului Filip, Duce de Edinburgh și primul nepot al regelui George al VI-lea și al reginei Elisabeta. A fost botezat la 15 decembrie 1948 la Palatul Buckingham cu apă din râul Iordanului, de către arhiepiscopul de Canterbury, Geoffrey Fisher. Nașii prințului sunt: regele George al VI-lea (bunicul matern); regele Haakon al VII-lea al Norvegiei (vărul său, reprezentat de contele de Athlone); regina Mary (străbunica maternă); Prințesa Margaret (mătușa maternă); Prințul George al Greciei (unchiul patern, reprezentat de Ducele de Edinburgh); Prințesa Victoria de Hesse (străbunica paternă); Lady Brabourne (verișoara sa); și David Bowes-Lyon (unchiul matern).
Fiind fiul unei fiice de suveran, în mod normal Charles nu ar fi avut dreptul la titlul de Prinț, ci ar fi moștenit titlul secundar al tatălui său, Conte de Merioneth. Totuși, la 22 octombrie 1948, George al VI-lea a emis un act prin care toți copiii Prințesei Elisabeta și ai Ducelui de Edinburgh primeau statutul de prinț regal.
Charles avea trei ani la urcarea pe tron a mamei sale, regina Elisabeta a II-a. A devenit atunci prinț moștenitor. Fiind fiul cel mare al suveranului, automat a preluat titlurile de Duce de Cornwall, Duce de Rothesay, Conte de Carrick, Baron de Renfrew, Lord de Isles și Prinț al Scoției în plus față de cel de Prinț al Regatului Unit. Charles a participat la încoronarea mamei sale de la Westminster Abbey la 2 iunie 1953 stând alături de bunica și mătușa sa.
Conform obiceiului regal, a fost numită o guvernantă, Catherine Peebles, care s-a ocupat de educația lui între vârsta de cinci și opt ani. Palatul Buckingham a anunțat în 1955 că Charles va merge la școală, în loc să ia lecții particulare cu un tutore. A fost primul prinț moștenitor britanic educat astfel.

## Tinerețe

### Educație
Charles a urmat Școala Hill House din Londra, unde nu a primit niciun tratament preferențial. Prințul a urmat apoi două școli la care învățase și tatăl său, școala Cheam din Berkshire, Anglia, apoi școala Gordonstoun din nord-estul Scoției. A petrecut două trimestre în 1966 la Geelong Grammar School din Australia, timp în care a vizitat și Papua Noua Guinee într-o excursie cu școala.
Încălcând din nou tradiția, după terminarea liceului, Charles a intrat direct la universitate, în loc să se alăture forțelor armate britanice. În octombrie 1967 Prințul a fost admis la Trinity College din cadrul Universității Cambridge, unde a studiat antropologie, arheologie și istorie. În anul al doilea, Charles a mers la University College of Wales, în Aberystwyth, unde a studiat istoria și limba galeză timp de un semestru. La 23 iunie 1970 a absolvit Cambridge, devenind primul prinț moștenitor care a obținut diploma universitară „Bachelor of Arts”. Conform tradiției universității, ulterior i s-a atribuit și un „Master of Arts”.

### Cariera militară
După terminarea facultății, Charles s-a înrolat în armata britanică. În martie 1971, a început să se antreneze în cadrul forțelor aeriene, pentru a deveni pilot. În septembrie 1971 și-a început cariera în Marina Regală, unde a rămas până în 1976. A fost de asemenea și pilot de elicopter.

### Învestirea Prințului de Wales
Charles a fost numit Prinț de Wales și Conte de Chester la 26 iulie 1958, deși învestitura lui ca atare a avut loc la 1 iulie 1969, când a fost încoronat de mama lui în cadrul unei ceremonii televizate de la castelul Caernarfon. Cu acea ocazie, a vorbit atât în engleză cât și în galeză. I s-au încredințat simbolurile rangului: sabia, sceptrul și inelul cu ametist ce simboliza căsătoria prințului cu țara. Anul următor a intrat în Camera Lorzilor, iar mai târziu a devenit primul membru al familiei regale de la regele George I care a participat la o întâlnire a cabinetului britanic, fiind invitat de primul ministru James Callaghan, ca să poată vedea cum lucrează guvernul. Charles a început apoi să-și asume tot mai multe îndatoriri publice: a înființat The Prince's Trust în 1976 și a călătorit în Statele Unite în 1981.

## Idile timpurii

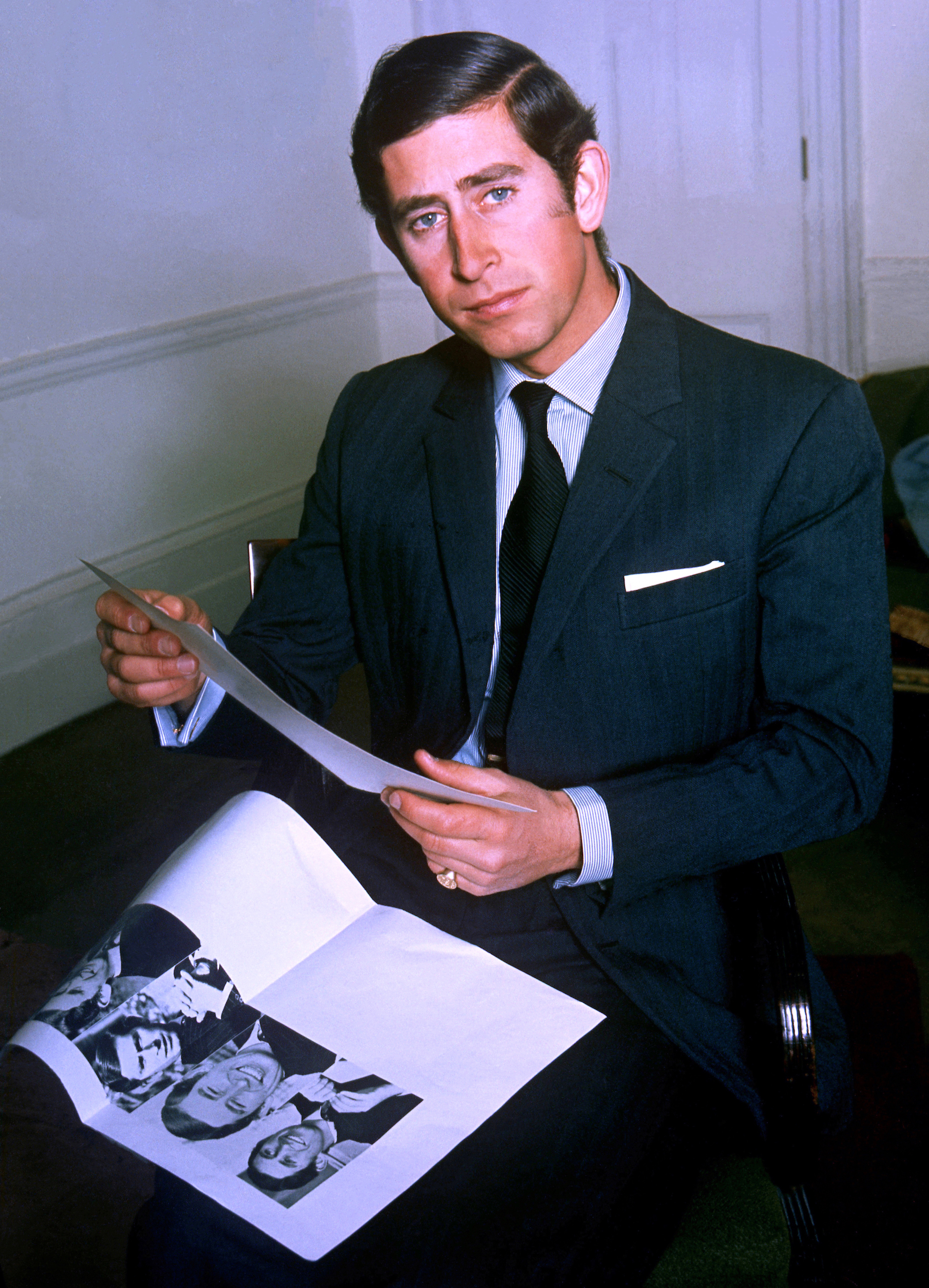
Prințul Charles la Palatul Buckingham în 1974

În tinerețe Charles a avut legături cu numeroase femei. Printre prietenele lui Charles s-au numărat: Georgiana Russell (fiica ambasadorului britanic în Spania), Lady Jane Wellesley, Davina Sheffield, Lady Sarah Spencer (sora mai mare a Dianei Spencer), Prințesa Marie-Astrid de Luxemburg și Camilla Shand, care mai târziu i-a devenit a doua soție.
La începutul lui 1974, Lordul Mountbatten a discutat cu Charles despre o posibilă căsătorie cu Amanda Knatchbull, nepoata lui Mountbatten și verișoară cu Charles. Patru ani mai târziu, Mountbatten a aranjat ca Amanda să-l însoțească pe el și pe Charles în 1980 într-o călătorie în India. Însă în august 1979, Mountbatten a fost ucis de IRA. Charles a plecat singur în India, iar la întoarcere a cerut-o de soție pe Amanda. Însă aceasta își pierduse bunicul, bunica și fratele mai mic în atacul cu bombă, iar acum nu mai voia să se alăture familiei regale.

## Prima căsătorie

Prințul și Prințesa de Wales cu Ronald și Nancy Reagan în noiembrie 1985.

Deși Charles a cunoscut-o pe Lady Diana Spencer în 1977 - pe când era prieten cu sora ei mai mare, Sarah - idila lor nu a început decât în 1980. Curând după aceea, potrivit biografului lui Charles, Jonathan Dimbleby, fără să simtă o mare pasiune pentru Diana, Charles a început să se gândească serios să o ia de soție. Diana l-a însoțit în vizită la Castelul Balmoral și la Casa Sandringham.
Potrivit lui Norton Knatchbull (vărul lui Charles și fratele mai mare al Amandei), Diana era impresionată de rangul prințului, dar Charles nu părea îndrăgostit de ea. Între timp, cuplul era mereu pe prima pagină a ziarelor. Când Prințul Philip i-a spus lui Charles că acest lucru i-ar putea afecta reputația Dianei dacă el nu ia în curând o decizie cu privire la căsătorie, acesta a interpretat sfatul tatălui său ca pe o încurajare de a se căsători cât mai repede.
Prințul Charles a cerut-o în căsătorie pe Diana în februarie 1981, iar nunta a avut loc la catedrala St Paul la 29 iulie. Prințul și Prințesa de Wales au avut doi copii: William (n. 21 iunie 1982) și Henry ("Harry") (n. 15 septembrie 1984). Charles a fost primul tată din familia regală prezent la nașterea copiilor săi. În presa de scandal au apărut de-a lungul timpului numeroase zvonuri potrivit cărora tatăl lui Harry nu ar fi Charles, ci James Hewitt, cu care Diana a avut o aventură. Zvonurile se bazau pe asemănarea fizică între Hewitt și Harry. Cu toate acestea, Hewitt a declarat că relația lui cu Diana a început când Harry se născuse deja.

### Despărțire și divorț
După cinci ani de căsătorie, incompatibilitatea cuplului și diferența de vârstă (13 ani), precum și bănuielile Dianei cu privire la o relație între Charles și fosta lui iubită, Camilla Parker Bowles, le-au afectat căsnicia.
Diana a făcut publică relația lui Charles cu Camilla în cartea Diana, Her True Story, scrisă de Andrew Morton, și au ieșit la iveală și propriile ei aventuri extraconjugale.
În decembrie 1992, primul ministru britanic John Major a anunțat în Parlament despărțirea lor. În același an, presa britanică a publicat înregistrări ale unei convorbiri telefonice pasionale din 1989 dintre Prințul de Wales și Camilla.
Charles și Diana au divorțat la 28 august 1996. Când Diana a murit într-un accident de mașină la Paris la 31 august 1997, Prințul de Wales a mers în Franța împreună cu surorile Dianei pentru a-i aduce trupul în Marea Britanie.

## A doua căsătorie

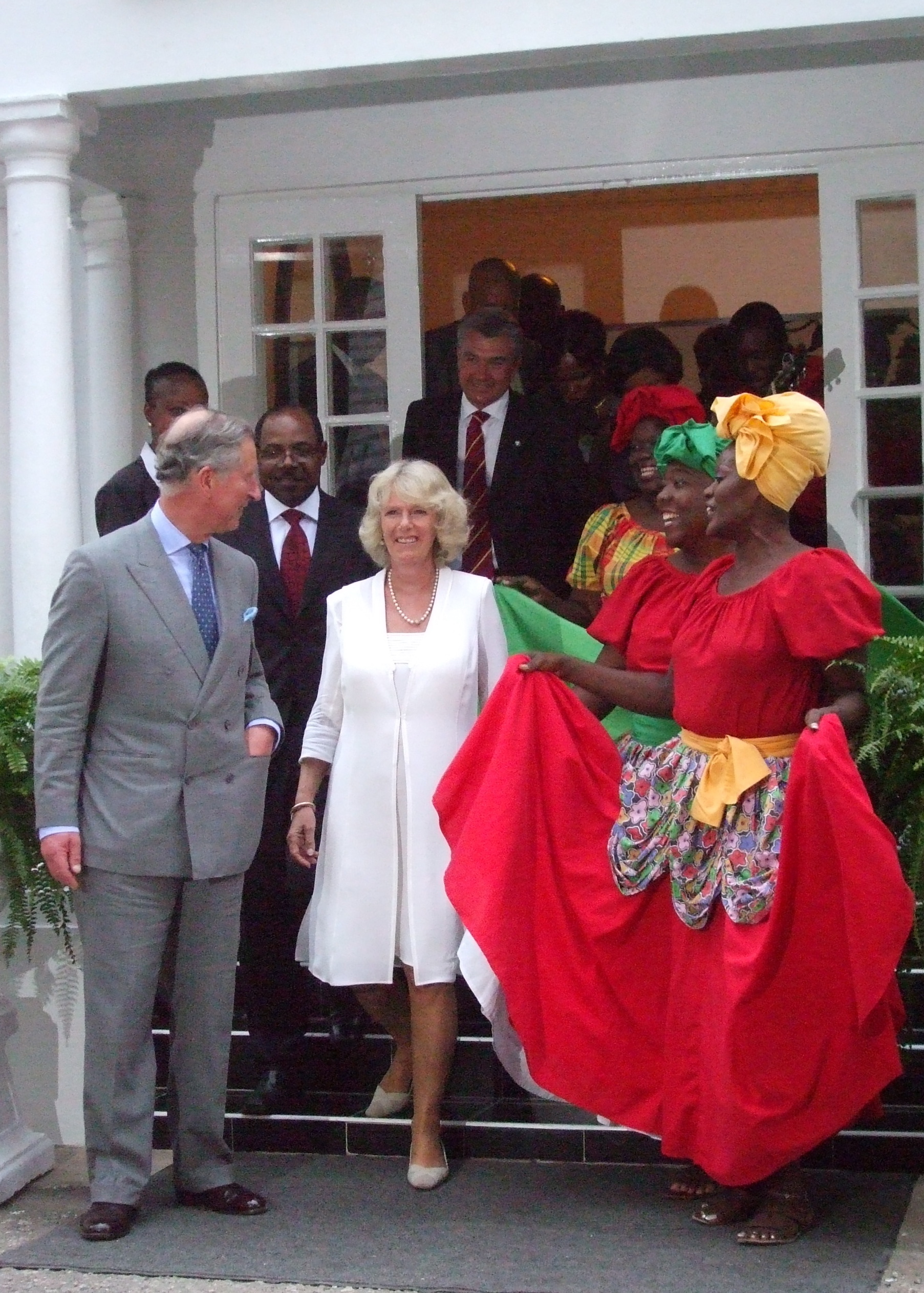
Prințul de Wales și Ducesa de Cornwall în Jamaica, martie 2008

Logodna dintre Charles și Camilla Parker-Bowles a fost anunțată la 10 februarie 2005. Prințul i-a oferit inelul de logodnă al bunicii sale. Acordul reginei asupra căsătoriei (după cum prevede "Royal Marriages Act" din 1772) a fost înregistrat într-o ședință a Consiliului din 2 martie. În Canada, Departamentul de Justiție a anunțat că nu este necesar acordul Consiliului Regal al Canadei asupra acestei căsătorii, deoarece nu se vor mai naște alți urmași și nu va fi afectată succesiunea la tron.
Charles este primul membru al familiei regale care s-a căsătorit civil, și nu religios. Căsătoria a avut loc printr-o ceremonie civilă la Castelul Windsor, urmată de o binecuvântare religioasă la capela St George. Data inițială a nunții (8 aprilie) a fost amânată cu o zi pentru a le permite Prințului de Wales și altor invitați să participe la funeraliile Papei Ioan Paul al II-lea. Părinții lui Charles nu au participat la ceremonia civilă din 9 aprilie, probabil deoarece regina este șeful Bisericii Anglicane. Regina și Ducele de Edinburgh au participat în schimb la serviciul de binecuvântare și au ținut o recepție pentru miri la Castelul Windsor.

## Interese sociale
Charles al III-lea manifestă un interes deosebit pentru România, de care se zice că este indrăgostit. Începând din 1997 Prințul de Wales a vizitat în repetate rânduri România pentru a vedea și a evidenția distrugerea mănăstirilor ortodoxe și a satelor săsești în timpul regimului comunist al lui Nicolae Ceaușescu. Prin fundația Mihai Eminescu Trust din Londra, Charles se implică în păstrarea patrimoniului cultural românesc. Fundația a fost creată în octombrie 1989, când Charles a aflat de planurile lui Ceaușescu de a „sistematiza” 8.000 de sate. Scopul fundației era să stabilească legături cu disidenții români și să facă tot posibilul pentru a opri proiectul lui Ceaușescu.
Ca prinț de Wales, Charles a devenit patron sau președinte a peste 800 de fundații și organizații caritabile, printre care Fundația FARA, o organizație de caritate pentru orfanii și copiii abandonați din România. În mai 2003, aflat într-un circuit de vizitare a mănăstirilor ortodoxe din Grecia, România și Serbia, s-a oprit la Căminul de Copii Sfântul Nicolae din Suceava, construit cu sprijinul financiar al moștenitorului de atunci al coroanei britanice. În 2015 a înființat Prince of Wales’s Foundation Romania, care oferă cursuri de formare în conservarea patrimoniului atât localnicilor, cât și voluntarilor din întreaga lume. Prințul Charles a achiziționat mai multe proprietăți în România, pe unele dintre acestea le vizita anual, cele mai cunoscute fiind cea din satul Viscri și cea din Valea Zălanului, pe cea din urmă vizitând-o la câteva zile după încoronare, în prima sa deplasare externă în calitate de suveran. Într-un discurs la o recepție la Palatul Cotroceni găzduită de președintele Klaus Iohannis pentru a marca cea de-a 25-a aniversare a primei vizite a lui Charles în România, regele a spus că a simțit întotdeauna o „conexiune profundă” cu țara chiar înainte de a fi ajuns aici. El a vorbit despre legăturile familiei sale - străbunicul său George al V-lea era vărul primar al Reginei Maria - și a povestit că a vizitat prima dată țara pentru că se simțea „profund impresionat” de ceea ce au suferit românii după al Doilea Război Mondial.
„Am ajuns să iubesc România - cultura și arta voastră, moștenirea și istoria voastră, peisajele voastre întinse și biodiversitatea neprețuită... 
România a păstrat, în pădurile sale milenare, un peisaj rural autentic și prin câteva exemple remarcabile de agricultură durabilă, o bogăție unică a naturii.”—Regele Charles al III-lea, București, 3 iunie 2023
În 2006 istoricul Tom Gallagher a scris în România Liberă că lui Charles i-ar fi fost oferit tronul României de către monarhiști și l-ar fi refuzat, însă Palatul Buckingham a dezmințit acest lucru. Tot în 2006, Charles a achiziționat în satul brașovean Viscri o fostă proprietate a unei familii de sași, o casă veche construită în 1758. În total Prințul are mai multe proprietăți în România.
La 31 mai 2014 Prințul Charles a primit tilul de Doctor Honoris Causa al Universității București.
De asemenea, Charles știe foarte multe despre arta și arhitectura islamică și s-a implicat în construirea, la Centrul din Oxford pentru studii islamice, a unei clădiri și a unei grădini care au îmbinat stilul arhitectural islamic cu cel din Oxford.
La 29 martie 2017 președintele României Klaus Iohannis i-a conferit Ordinul Național „Steaua României” în grad de Mare Cruce, „în semn de înaltă recunoaștere și apreciere pentru prietenia constantă arătată țării noastre, pentru contribuția deosebită avută la dezvoltarea relațiilor dintre România și Regatul Unit al Marii Britanii și Irlandei de Nord  pe multiple planuri, pentru înțelegerea și interesul profund manifestate față de istoria, cultura și tradițiile românești”. În discursul de mulțumire Prințul Charles și-a declarat afecțiunea față de România, reamintind că stră-stră-străbunica sa a fost din Transilvania (Claudine Rhédey).

## Titluri, onoruri și blazoane

### Titluri nobiliare
- 14 noiembrie 1948 – 6 februarie 1952: Alteța Sa Regală Prințul Charles de Edinburgh
- 6 februarie 1952 – 8 septembrie 2022: Alteța Sa Regală Ducele de Cornwall
  - În Scoția: Alteța Sa Regală Ducele de Rothesay
- 26 iulie 1958 – 8 septembrie 2022: Alteța Sa Regală Prințul de Wales
- 8 septembrie 2022 – prezent: Majestatea Sa Regele

### Blazoane
|                              |
| Blazonul Ducelui de Rothesay |

|                             |
| Blazonul Prințului de Wales |